# Beresiwka (Schytomyr)
Beresiwka (ukrainisch Березівка; russisch Берёзовка Berjosowka, polnisch Berezówka) ist ein Dorf in der ukrainischen Oblast Schytomyr mit etwa 1900 Einwohnern.

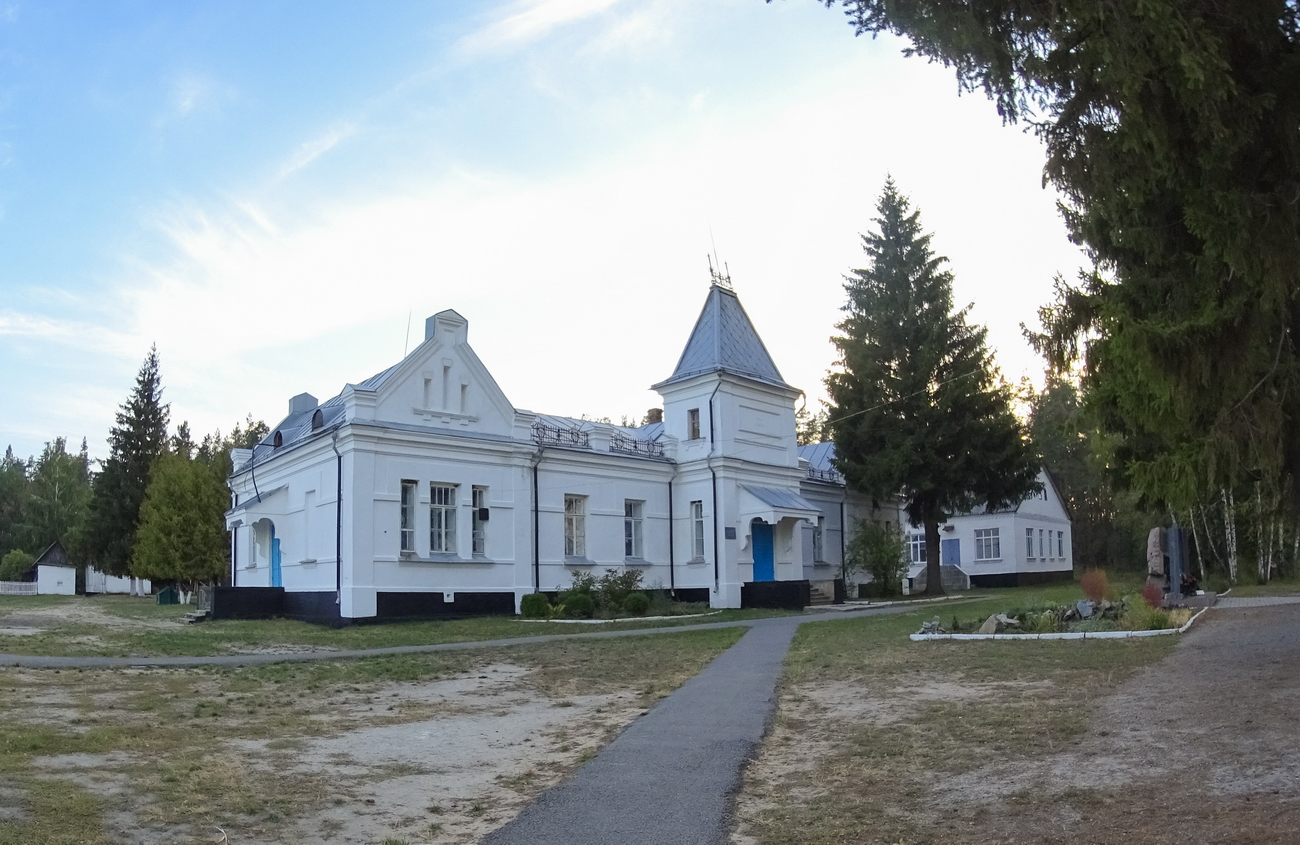
Schulgebäude im Ort

Das erstmals im 17. Jahrhundert schriftlich erwähnte Dorf liegt am Flüsschen Lissowa (Лісова), 19 km nordwestlich vom Rajon- und Oblastzentrum Schytomyr entfernt, durch den Ort führt die Europastraße 40.

## Verwaltungsgliederung
Am 12. Juni 2020 wurde das Dorf zum Zentrum der neugegründeten Landgemeinde Beresiwka (ukrainisch Березівська сільська громада/Beresiwska silska silska hromada), zu dieser zählen auch noch die 15 in der untenstehenden Tabelle aufgelistetenen Dörfer, bis dahin bildete es die gleichnamige Landratsgemeinde Beresiwka (Березівська сільська рада/Beresiwska silska rada) im Nordwesten des Rajons Schytomyr.
Folgende Orte sind neben dem Hauptort Beresiwka Teil der Gemeinde:
| Name                     | Name           | Name                                |
| ukrainisch transkribiert | ukrainisch     | russisch                            |
| ------------------------ | -------------- | ----------------------------------- |
| Baraschiwka              | Барашівка      | Барашевка (Baraschewka)             |
| Bohdaniwka               | Богданівка     | Богдановка (Bogdanowka)             |
| Boljarka                 | Болярка        | Болярка                             |
| Bondarzi                 | Бондарці       | Бондарцы (Bondarzy)                 |
| Dawydiwka                | Давидівка      | Давыдовка (Dawydowka)               |
| Dubowez                  | Дубовець       | Дубовец                             |
| Iwaniwka                 | Іванівка       | Ивановка (Iwanowka)                 |
| Mussijiwka               | Мусіївка       | Мусиевка (Mussijewka)               |
| Nowa Wassyliwka          | Нова Василівка | Новая Василевка (Nowaja Wassilewka) |
| Rudkiwka                 | Рудківка       | Рудковка (Rudkowka)                 |
| Sadky                    | Садки          | Садки (Sadki)                       |
| Samoschne                | Заможне        | Заможное (Samoschnoje)              |
| Tscheremoschne           | Черемошне      | Черемошное (Tscheremoschnoje)       |
| Wassyliwka               | Василівка      | Василевка (Wassilewka)              |
| Wyhoda                   | Вигода         | Выгода (Wygoda)                     |